# 匍匐苔蘚蟲
匍匐苔蘚蟲（學名：Reptoclausa），又名匍匐封閉苔蘚蟲，是一屬已滅絕的苔蘚蟲，生存於侏羅紀至白堊紀。屬於附著性苔蘚蟲，群體具有與其生長方向平行且連成一線的長脊，具有孔眼的個蟲位於脊的兩側和脊峰上。背之間平坦的表面則布滿了更小的、不顯眼的無孔眼個蟲。匍匐苔蘚蟲的群落比起其他苔蘚蟲來得更為強壯，使其能夠附著在湍急海流中的滾動石塊或貝殼上。

## 外部連結
- Reptoclausa （页面存档备份，存于） in the Paleobiology Database